# جيف ولز
جيف ولز (بالإنجليزية: Jeff Wells)‏ هو منافس ألعاب قوى أمريكي، ولد في 25 مايو 1954.

## وصلات خارجية
- جيف ولز على موقع الاتحاد الدولي لألعاب القوى (الإنجليزية)